# إدوارد فريدريش بوبيغ
إدوارد فريدريش بوبيغ (1798-1868) (بالإنجليزية: Eduard Friedrich Poeppig)‏ هو عالم نبات ألماني.